# Chivas Regal
Chivas Regal ist eine Whisky-Marke der Firma Chivas Brothers Ltd., seit 2001 ein Tochterunternehmen des Pernod-Ricard-Konzerns. Der Name leitet sich vom Schloss Schivas am Fluss Ythan in der schottischen Provinz Aberdeenshire ab. Überregional bekannt wurde die Firma, seit sie ab 1843 den königlichen Hof von Königin Victoria in Balmoral Castle belieferte (engl. regal = königlich, majestätisch).

## Geschichte
1801 eröffneten die Brüder James und John Chivas (engl. Chivas Brothers) in Aberdeen ein Handelsunternehmen für Whiskys und Lebensmittel. Bereits seit dem Ende des 19. Jahrhunderts international vertrieben, ist der Whisky laut Herstellerangaben „der berühmteste Premium-Whisky“ und das Unternehmen der zweitgrößte Hersteller von Scotch Whisky.
Chivas Regal wird in vier Qualitätsstufen verkauft, nach Reifezeiten bestimmt gibt es 12, 18, 21 und 25 Jahre alte Produkte. Der 21-jährige Whisky wurde zuerst am 2. Juni 1953 zu Ehren der Krönung von Königin Elisabeth II. in Fässer gefüllt. Bei der Zahl 21 handelt es sich nicht nur um die Jahreszahl, sondern auch um die 21 Kanonenschüsse zur Krönung, die Flaschen sind aus Porzellan, und es gibt sie in den Farben Blau (Saphir), Grün (Smaragd) und Rot (Rubin) – alles Edelsteine der Krone. Es handelt sich um einen Blended Whisky, gemischt aus Malt und Grain Whisky, der seit 1860 produziert wird. Der aktuelle Produktionsstandort ist die Strathisla-Destillerie in Keith/Speyside, die 1995 von dem Unternehmen erworben wurde. Die Verkaufsmenge lag 2006 bei ca. 35 Millionen Litern und 2012 bei ca. 43 Millionen Litern. Größter Absatzmarkt von Chivas Regal ist Asien, wo allein in der VR China über 50 % der Jahresproduktion verkauft wird.

## Chivas-Regal-Produkte

Chivas Regal The Brothers Blend

Chivas Regal Blended Whiskys haben einen charakteristischen Haus-Stil, geprägt von einem lieblichen Honigaroma.
- Chivas Regal 12: ein Blended Whisky mit einer Reifezeit von mindestens 12 Jahren. Ein weicher Whisky mit Honigaroma und weichem Geschmack.
- Chivas Regal Gold Signature 18 Year Old: Der Blended Whisky hat eine Reifezeit von mindestens 18 Jahren. Noten von Schokolade und Orange, voller, fruchtiger Geschmack, in dem Zitrus und Gewürze anklingen und mit Sherry-Note als Abschluss.[3]
- Chivas Regal 25 Year Old: Zur Herstellung wird Whisky benutzt, der älter als 25 Jahre ist. Der Blend ist nur in begrenzter Menge erhältlich, jede Flasche ist nummeriert. Er hat Noten von Orange und Pfirsich.[4]
- Chivas Regal The Brothers Blend: Ein Blend, der Ende 2012 im Travel Value eingeführt wurde.[5]